# Människor i stad
Människor i stad é um filme em curta-metragem sueco de 1947 dirigido e escrito por Arne Sucksdorff. Venceu o Oscar de melhor curta-metragem em live-action: 1 bobina na edição de 1949.